# Васко Панчаровски
Васко Панчаровски е канадски общественик, виден деец на македонистката емиграция в Канада.

## Биография
Панчаровски е роден в 1932 година в костурското село Габреш (на гръцки Гаврос), Гърция. Изведен е от страната по време на Гражданската война в групата на така наречените деца бежанци. Живее в Чехословакия и завършва история и география в Пражкия университет. Емигрира в Канада. В началото на 1990те години на XX век е един от основателите на Македонското интернационално движение за човешки права и инициатор за формирането на Сдружението на децата бежанци от Егейския дял на Македония на северноамериканския континент. Умира в Торонто, Канада на 77-годишна възраст на 11 април 2009 година.